# Basílica Menor de San Antonio de Padua de Manzanares
La Basílica Menor de San Antonio de Padua (en italiano, Basilica Minore di Sant'Antonio di Padovaes) es un templo de culto católico, emplazado en el costado este de la Plaza de Bolívar, en el Municipio de Manzanares Caldas, Colombia. Es el santuario de mayor importancia religiosa en la provincia del alto oriente del Departamento de Caldas, donde confluyen los Municipios de Pensilvania, Marquetalia, Manzanares, Samaná y Victoria, siendo parte de la vicaría parroquial de la Diócesis de la Dorada Guaduas. Tiene una altura en su cúpula de 42 m, una longitud de 59 m y una anchura de 32.50 m, predominando en su arquitectura los estilos románico y neoclásico.

## Historia
Para el año 1864, el naciente poblado de Manzanares, contaba aproximadamente con 400 habitantes, sus fundadores, previendo que aquel caserío estaba destinado a convertirse en un municipio de la región y que debía contar con autoridades administrativas y eclesiásticas, empezaron a organizarse. Debido a esto, y a la prominente devoción católica, fecundada durante la colonización española, los vecinos del caserío sintieron la necesidad de cimentar una pequeña capilla que albergara la oración y el recogimiento religioso en la provincia, para lo cual, se ordenó construir una rústica ermita en el área que actualmente ocupa la Institución Educativa Nuestra Señora del Rosario, terrenos que fueron donados por el señor Emigdio Campuzano Gallego, según lo relata la monografía - Manzanares Un Pasado de Honor en la Historia -, la obra fue realizada con materiales de la época como guadua, tapia, madera y paja. 
En 1865, por solicitud de los pobladores, llegó enviado por la Diócesis de Santafé de Bogotá, el presbítero Manuel Emeterio Celedonio Díaz Badillo, quien fue encomendado por monseñor Ignacio Buenaventura para realizar reconocimiento de la pequeña aldea e iniciar estudios de factibilidad para la creación de la parroquia. Tres años después, se da su oficialización, mediante ceremonia llevada a cabo el día 3 de diciembre de 1868, siendo consagrada bajo el título de San Antonio de Padua, con la protección de Nuestra Señora del Rosario y de Francisco de Asís, siendo adscrita inicialmente a la jurisdicción eclesial de la Diócesis de Cundinamarca, posteriormente a la Diócesis de Ibagué, luego a la Diócesis de Manizales, y finalmente en 1984 a la Diócesis de la Dorada Guaduas.

### Segundo Templo Parroquial

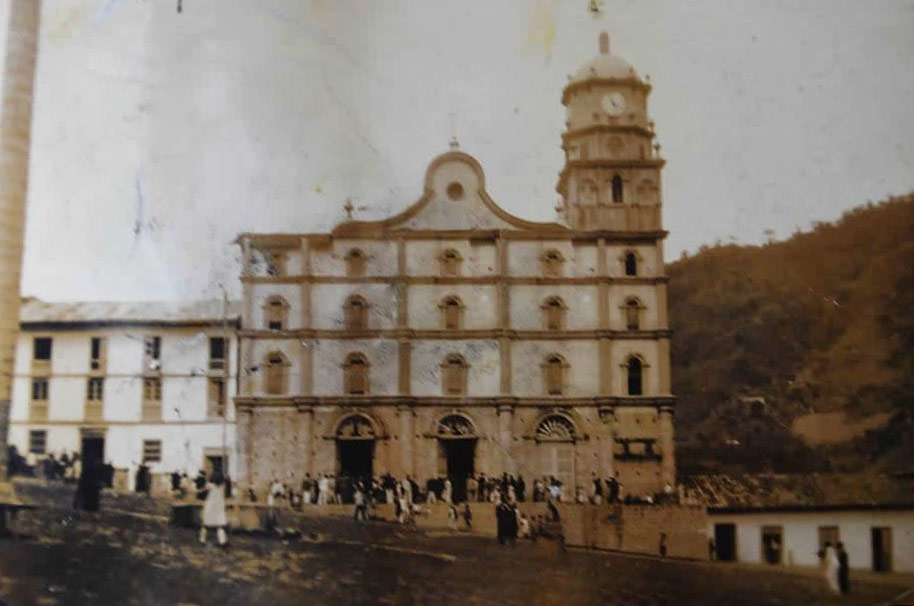
Fachada del templo construido en 1916.

Para el año 1902, se dio inicio a la construcción del segundo templo por orden del sacerdote de origen alemán, Antonio María Hartman, obra que fue encomendada al maestro Paulino Castaño. En su arquitectura predominó el estilo Mudéjar, su fachada estaba armonizada por una base tallada en piedra maní, con puertas en arcos de medio punto, seguido de tres niveles hechos en bahareque con cinco ventanales cada uno, rematados por un frontis de estilo barroco y una torre con reloj y campanario, su interior se dividió en tres naves, una central y dos laterales, con columnas circulares rematadas por cornisas y arcos de medio punto, su altar estaba precedido por un retablo de gran tamaño, tallado con las imágenes de Jesús de Nazaret, José y María, además de San Antonio de Padua. Su terminación se produjo en 1916. 

### Incendio

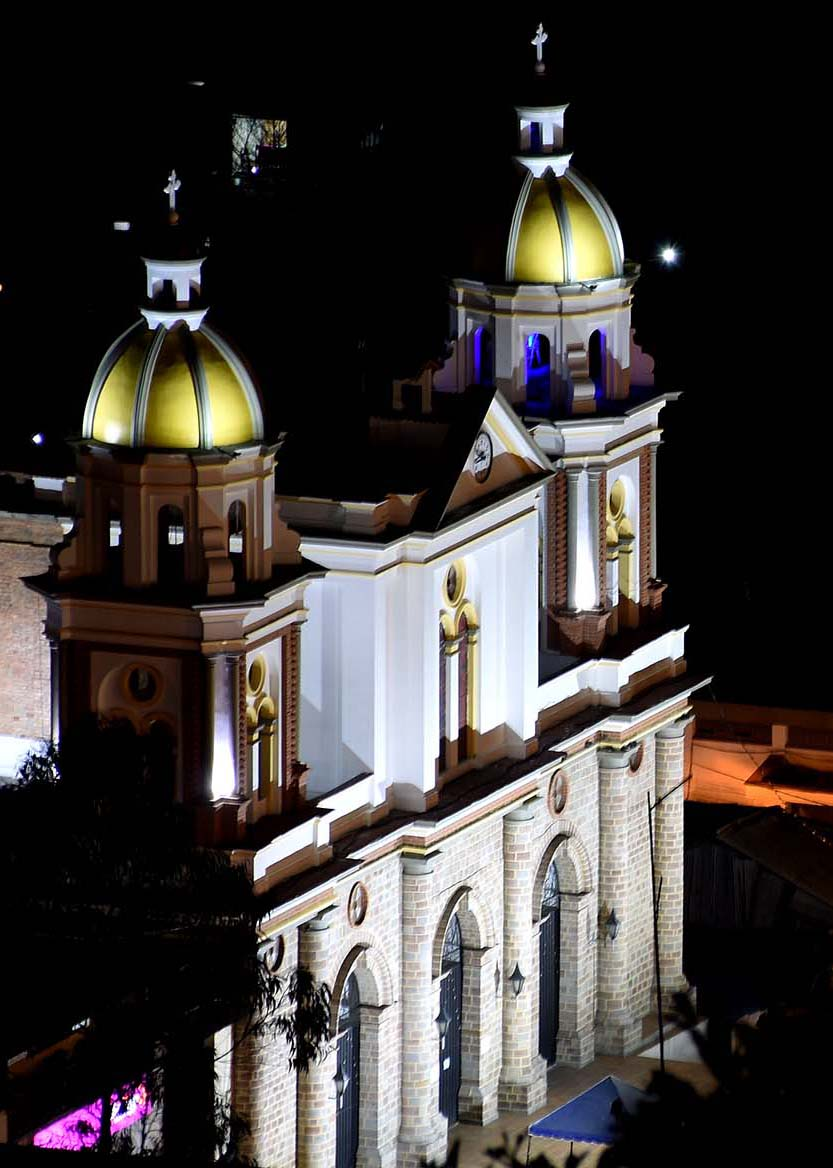
Vista de la Basílica menor de San Antonio de Padua de Manzanares, Caldas, Colombia.

El 18 de noviembre de 1945, siendo las 3:00 de la tarde, se produjo un incendio en un establecimiento comercial, que rápidamente se propagó por varias edificaciones, alcanzando la infraestructura del templo, quedando reducido a escombros, de lo cual, solo se conservó las columnas y una parte de la fachada.

## Construcción de la Basílica Menor
Después del incendio ocurrido en 1945, el Pbro. Pedro José Ramírez Sendoya, párroco del Municipio, inició las gestiones para la construcción de un nuevo templo, el diseño estuvo a cargo del arquitecto Marco A. Ruiz, persona a quien se le encomendó la misión de diseñar los planos de un templo con características de basílica, iniciando obras en 1946 y concluyendo la edificación en 1968, extendiéndose por más de 20 años.
Debido a las dificultades de financiación, la construcción se desarrolló por etapas, primero se inició con la reparación de la base del frontis y las columnas, luego se edificaron las paredes y los arcos de medio punto, posteriormente se levantó la torre izquierda y la bóveda central, para finalizar con la torre del ala derecha, la cúpula mayor y la sacristía. Durante el tiempo de ejecución del proyecto, pasaron párrocos como Marcos Lombo Bonilla y Julio Giraldo Serna, quienes con su entusiasmo y regencia, inyectaron en la población la caridad y el civismo, logrando reunir la financiación de la obra en todas sus fases, hasta su culminación en 1966.      

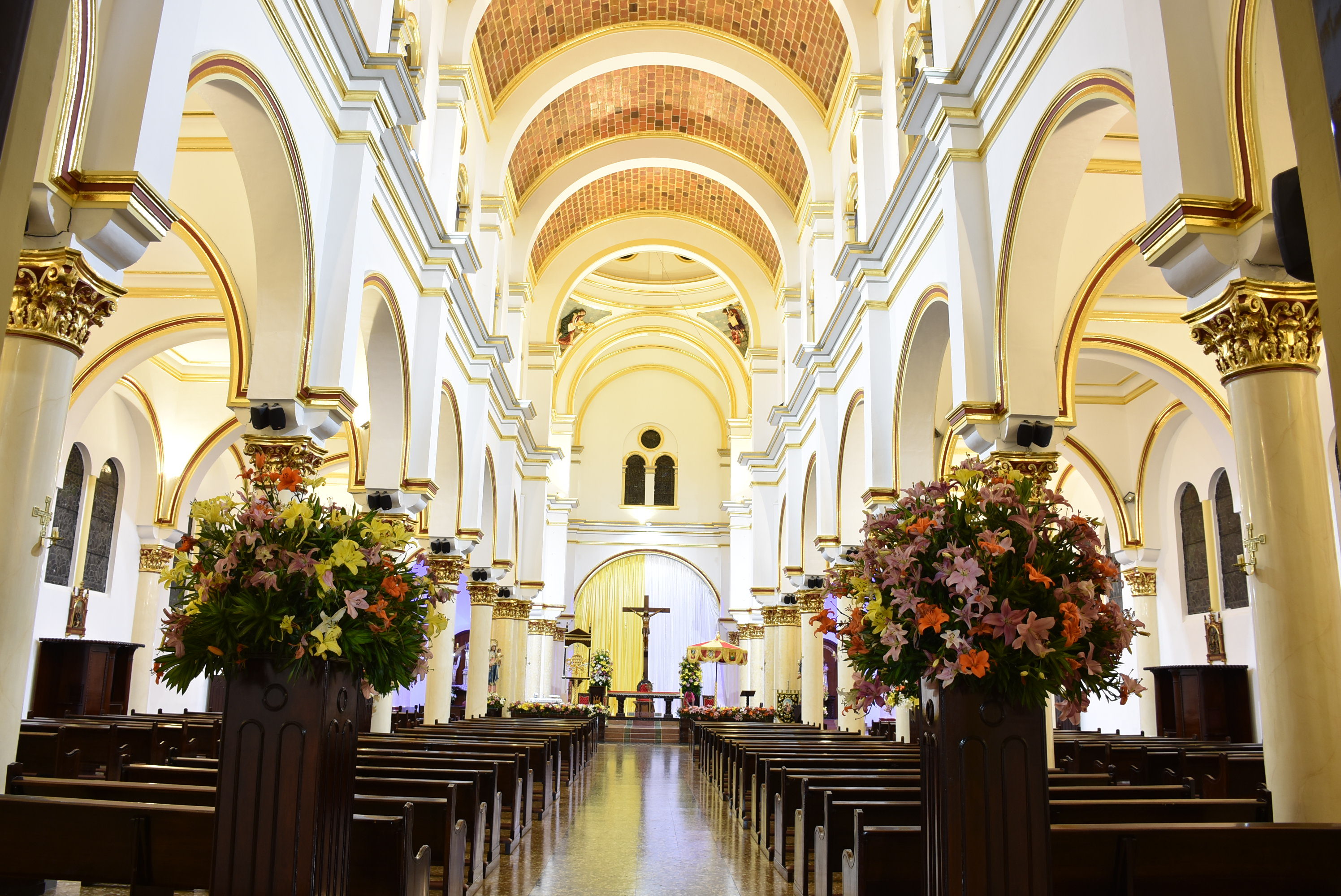
Interior de la basílica menor

### Características y estilo
Su arquitectura está conformada por una planta clásica basilical en forma de cruz latina, en donde predomina el estilo románico con tendencia neoclásica, su fachada conserva la base construida en piedra maní y las columnas del templo incendiado en 1945, cuenta con tres puertas de acceso al interior, rematadas en arcos de medio punto, dos torres frontales, una gran cúpula semiesférica y un frontis de aspecto republicano con reloj monumental.  
Su interior está conformado por una nave central, dos laterales y el altar mayor, soportas por pilares romanos y arcos de medio punto, adornada por capiteles y cornisas de estilo republicano y corintio; las paredes están decoradas por vitrales importados de Italia, con grabados artísticos de la pasión y muerte de Jesucristo, - estos adquieren mayor detalle con los rayos del sol -. Su altar mayor esta precedido por cuatro bóvedas que forman una cruz latina, sobre la cual se levanta una gran cúpula de estilo renacentista, con obras esculpidas de los 4 evangelistas: San Mateo, San Marcos, San Juan y San Lucas.

### Restauración
Debido a las condiciones de deterioro que se fueron acrecentando con el paso del tiempo, se constituyó para el año 2013 un comité denominado - Pro basílica menor -. Este grupo estuvo presidido por el señor Fabio Ramírez Ramírez y fue integrado por ciudadanos destacados en el ámbito religioso, caritativo, cívico y social del municipio, residentes en Manzanares y Manizales.

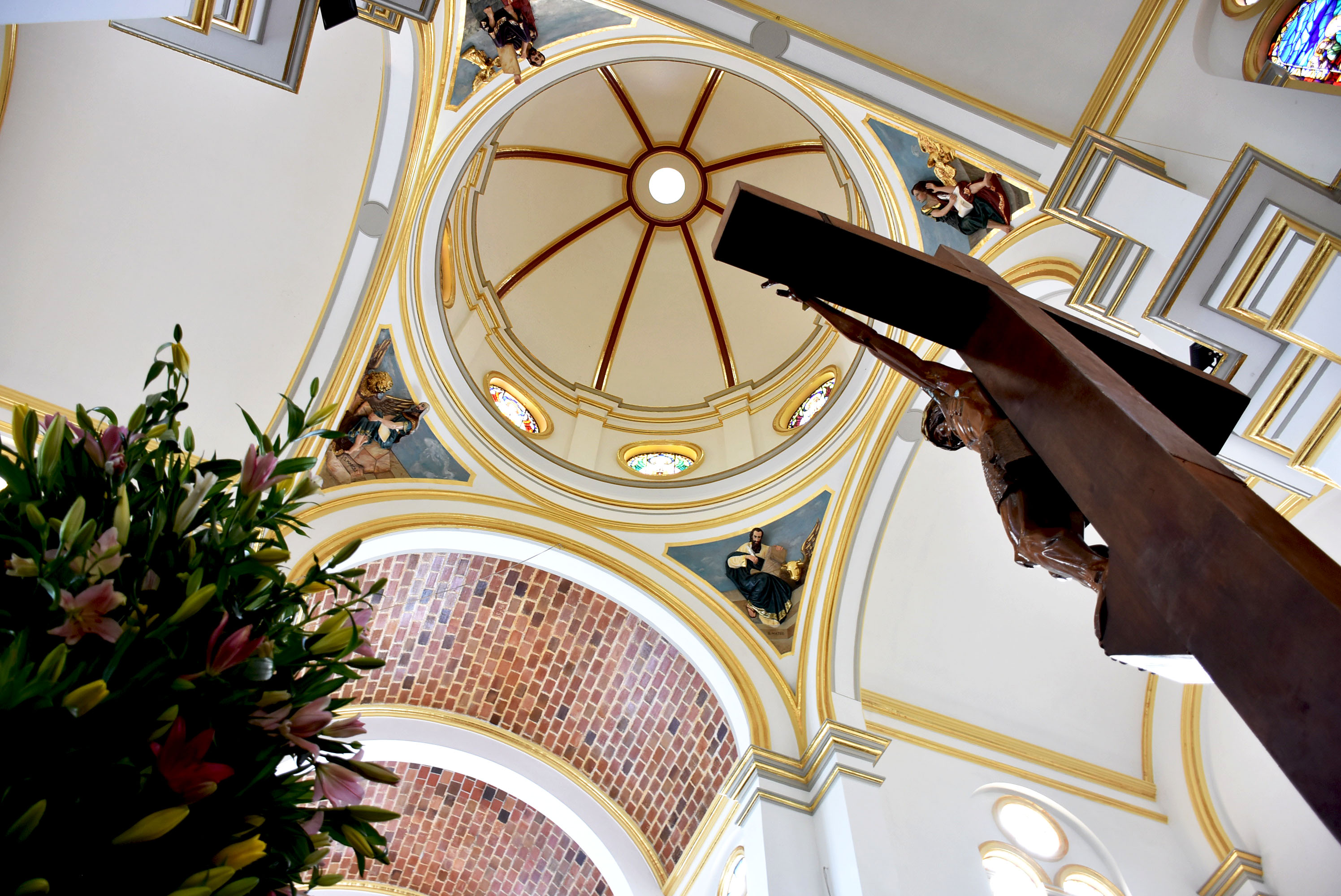
Cúpula y bóvedas que forman una cruz latina

El objetivo se centró en realizar una impermeabilización total en los techos y cubiertas del templo, eliminando filtraciones y goteras que causaron grietas en las naves laterales y la bóveda central, proyecto que acogió el párroco de la época, Pbro. Yoni Quintana Niño, quien con su venia y entusiasmo participó en la restauración de la futura basílica, que incluyó además un cambio general de pintura y nuevos aspectos ornamentales, la financiación se realizó a través de bonos, bazares, donaciones y recursos propios de la parroquia, finalizando los trabajos en el año 2015. 

### Proclamación como basílica menor
El 9 de diciembre de 2015, el papa Francisco concede el título de Basílica Menor de San Antonio de Padua a la iglesia parroquial. El 29 de abril de 2017, después de surtir todos los requisitos se realizó la ceremonia de proclamación, la cual fue precedida por el arzobispo de Ibagué Monseñor Flavio Calle Zapata y el obispo de la Diócesis de la Dorada Guaduas, Monseñor Oscar Aníbal Salazar Gómez.

### Aspectos Ornamentales
Dentro de los elementos religiosos que más se destacan, se encuentra: Una réplica original con la imagen de la Virgen de Guadalupe de 1.22 metros de ancho por 1.85 metros de alto, enviada desde la Ciudad de México; réplica del Niño Jesús de Praga, enviada desde la República Checa, un Cristo Crucificado, tallado en madera de 4 metros de altura y un retablo con la imagen del Señor de los Milagros de Buga.

#### Reliquia
En el año 2021 fue enviada desde Padua (Italia) una reliquia corpórea de San Antonio de Padua, patrono de la basílica menor, esta reliquia está expuesta en un relicario elaborado en bronce, con enchape en oro de 24 quilates, se encuentra ubicado en el altar del sagrario y puede ser venerada por fieles, visitantes y peregrinos de todo el mundo.

### Oratorio
En el año 2013 se habilitó un oratorio auxiliar, este está ubicado en la nave lateral izquierda de la basílica menor, allí acuden diariamente feligreses en busca de oración y regocijo, ya que se encuentra expuesto de manera permanente el Corpus Christi (‘cuerpo de Cristo’), además sirve para la celebración de misas, bautizos, primeras comuniones, confirmaciones y otras actividades religiosas. 

### Capillas auxiliares

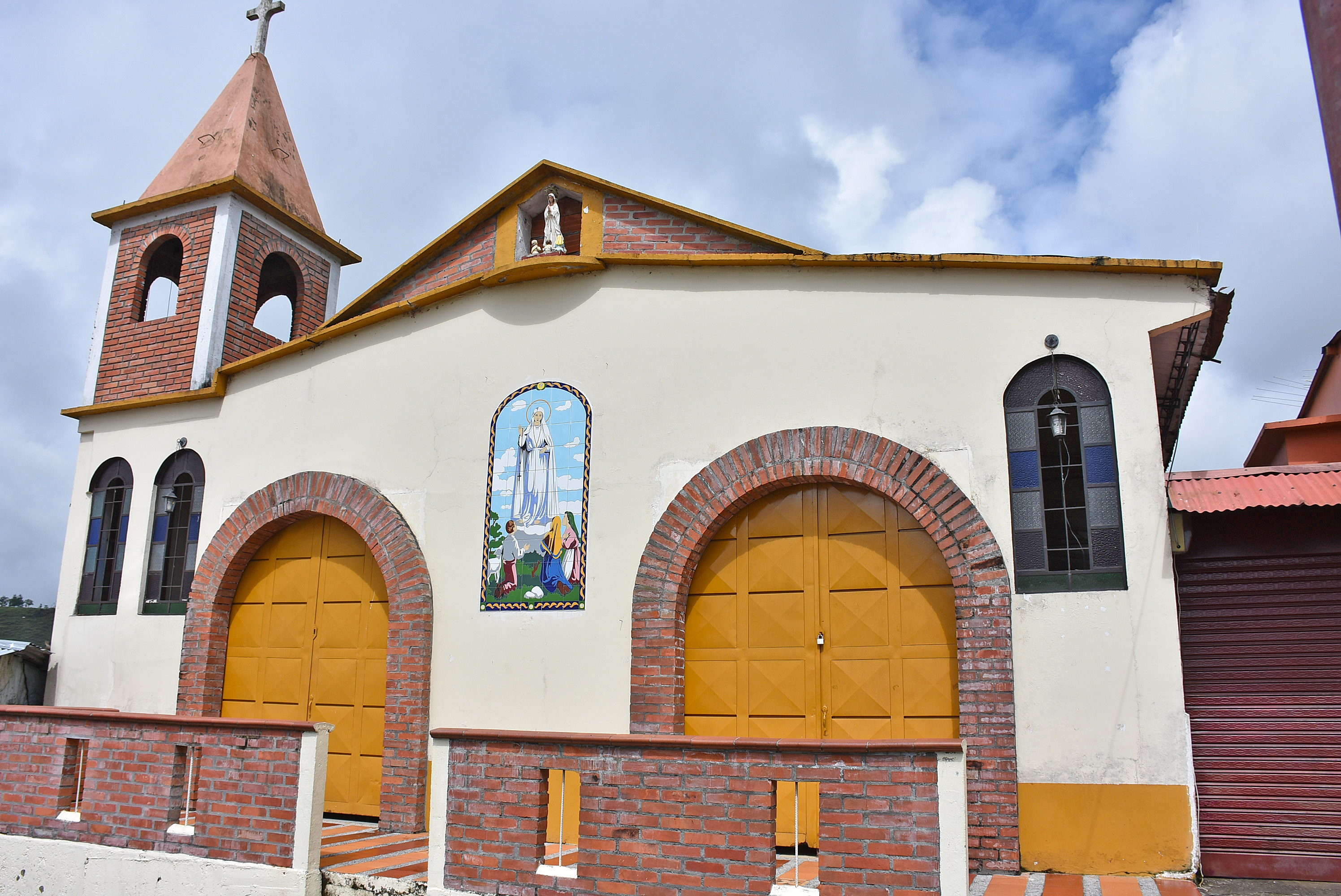
Capilla de Nuestra Señora de Fátima, ubicado en el corregimiento de Planes

La Basílica Menor de San Antonio de Padua cuenta con seis capillas auxiliares, ubicadas en diferentes zonas del Municipio, estas son:
- Capilla del Niño Jesús, Kilómetro 1, barrio Milenio III.

- Capilla de la Divina Misericordia, Kilómetro 16, vda La Ceiba.

- Capilla de Nuestra Señora de Fátima, Kilómetro 14, corregimiento de Los Planes, vía a Marquetalia Caldas.

- Capilla de La Santísima Trinidad, Kilómetro 19, corregimiento de Las Margaritas.

- Capilla de Nuestra Señora del Carmen, Kilómetro 19, corregimiento de Aguabonita.

- Capilla de San Judas Tadeo, Kilómetro 9, vda. Llanadas.

### Vitrales
Uno de los elementos artísticos más visibles y representativos de la basílica menor, son sus vitrales, obras de arte en esmalte, puestas al sol, que detallan pasajes de la biblia y momentos de la vida de Jesús de Nazareth, estos se encuentran distribuidos a lo largo de las dos naves laterales.

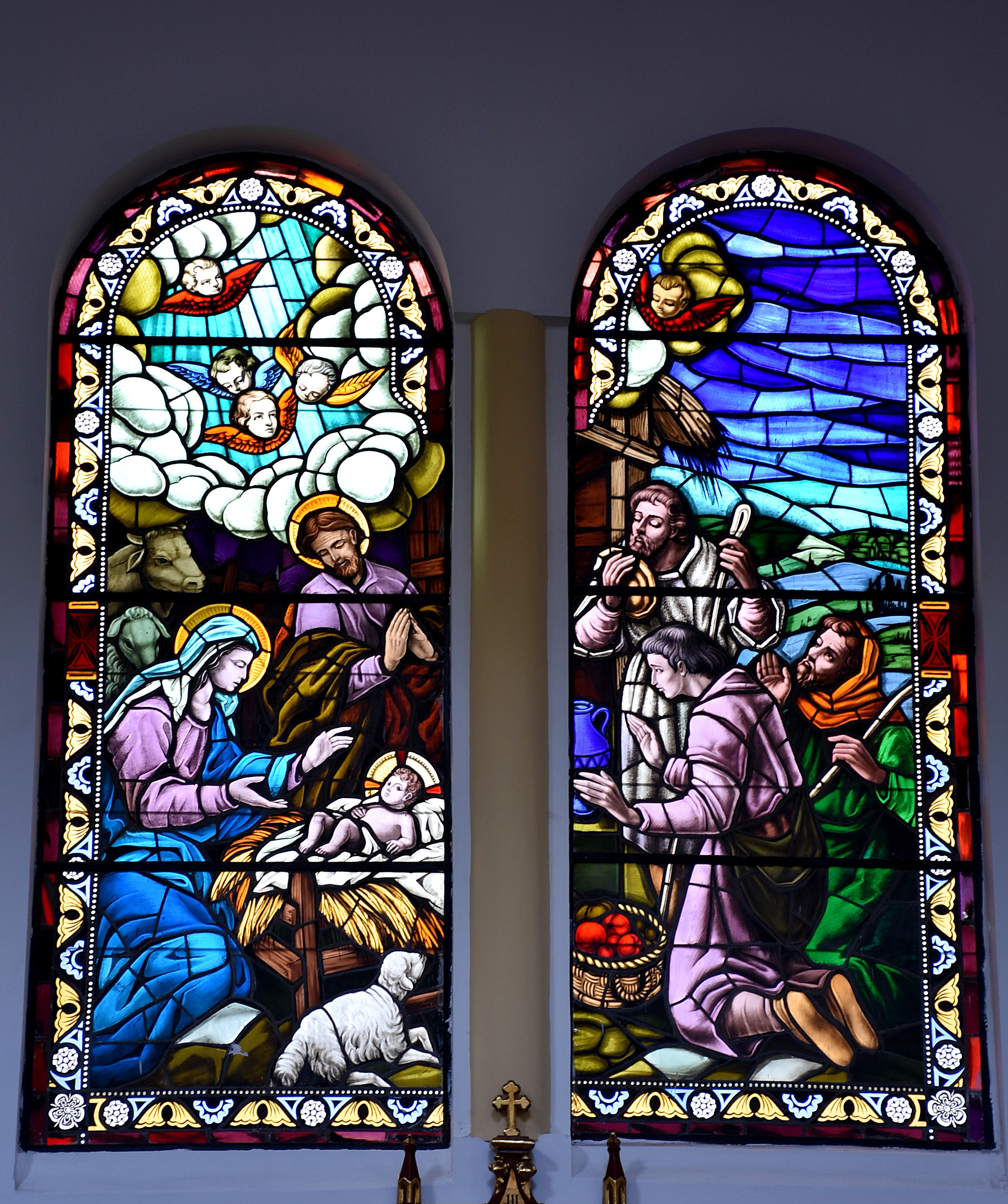
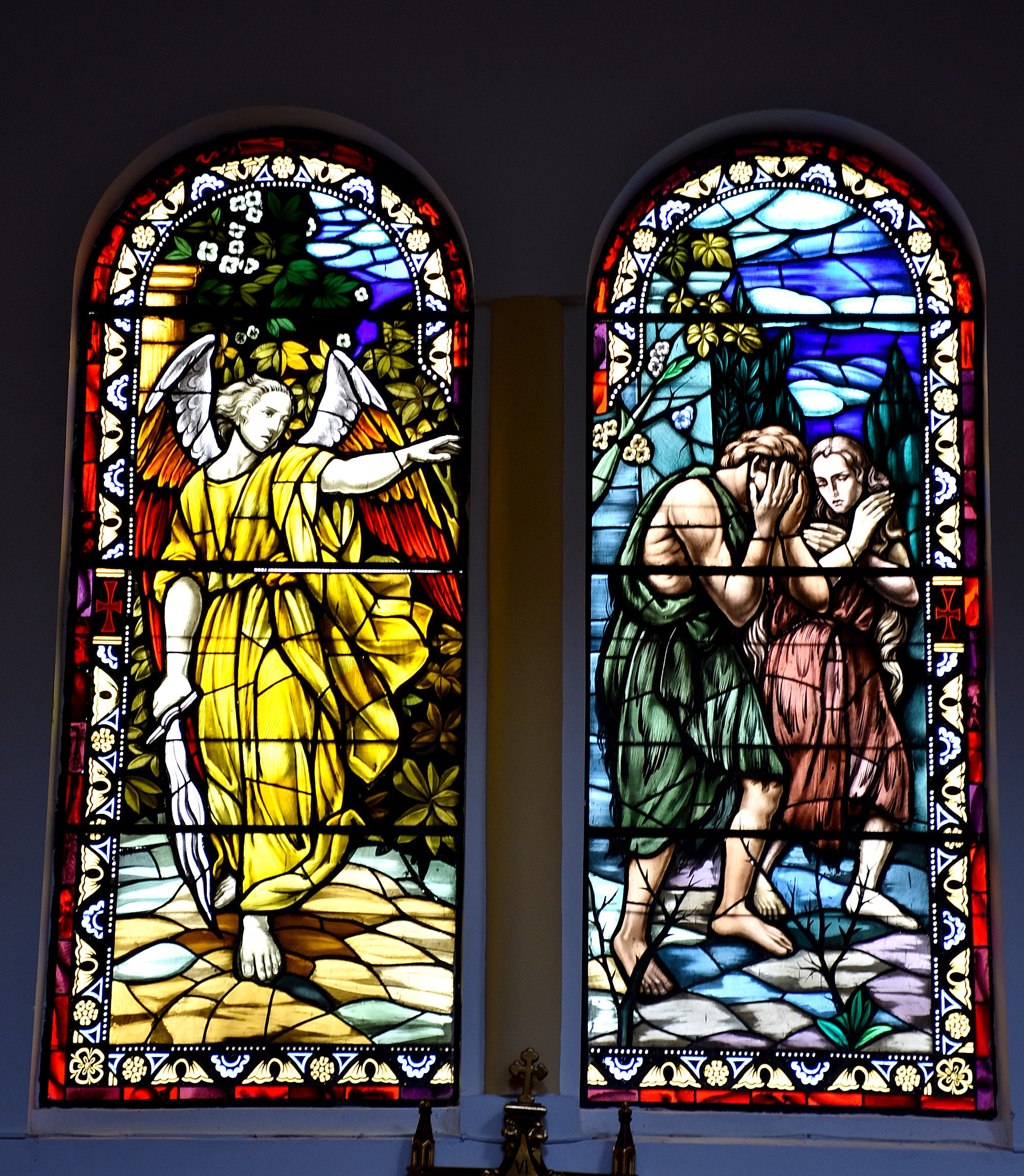
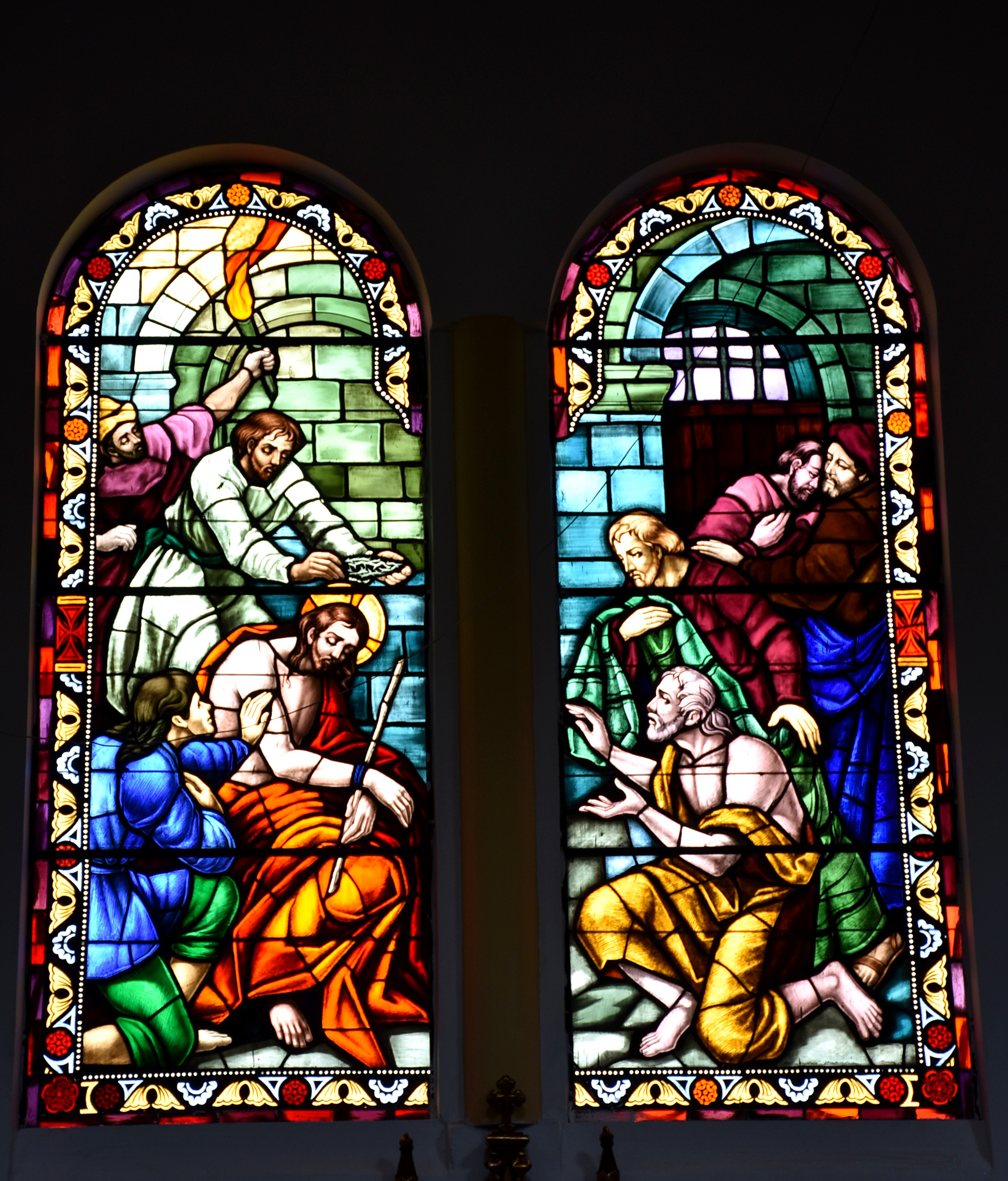
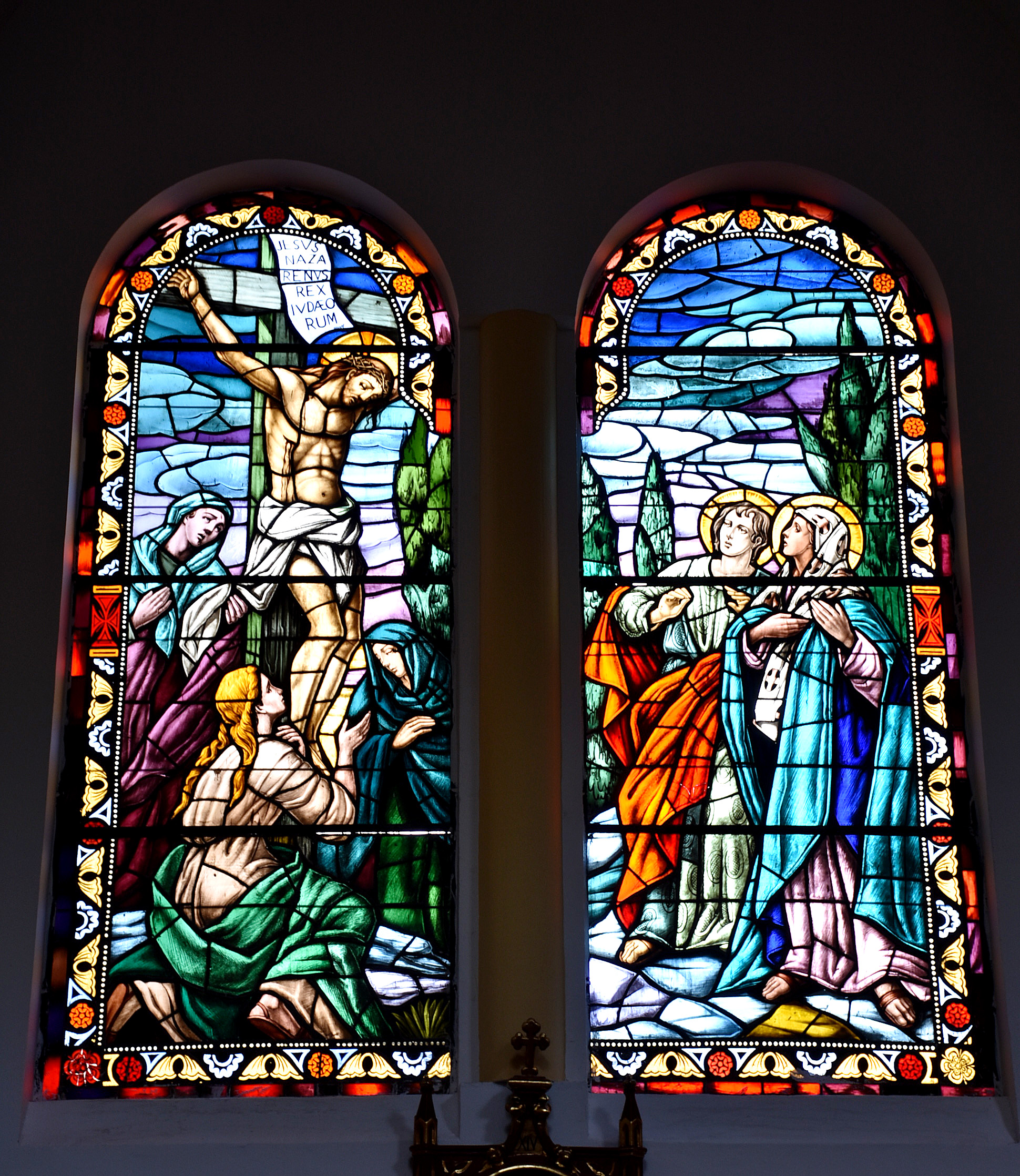
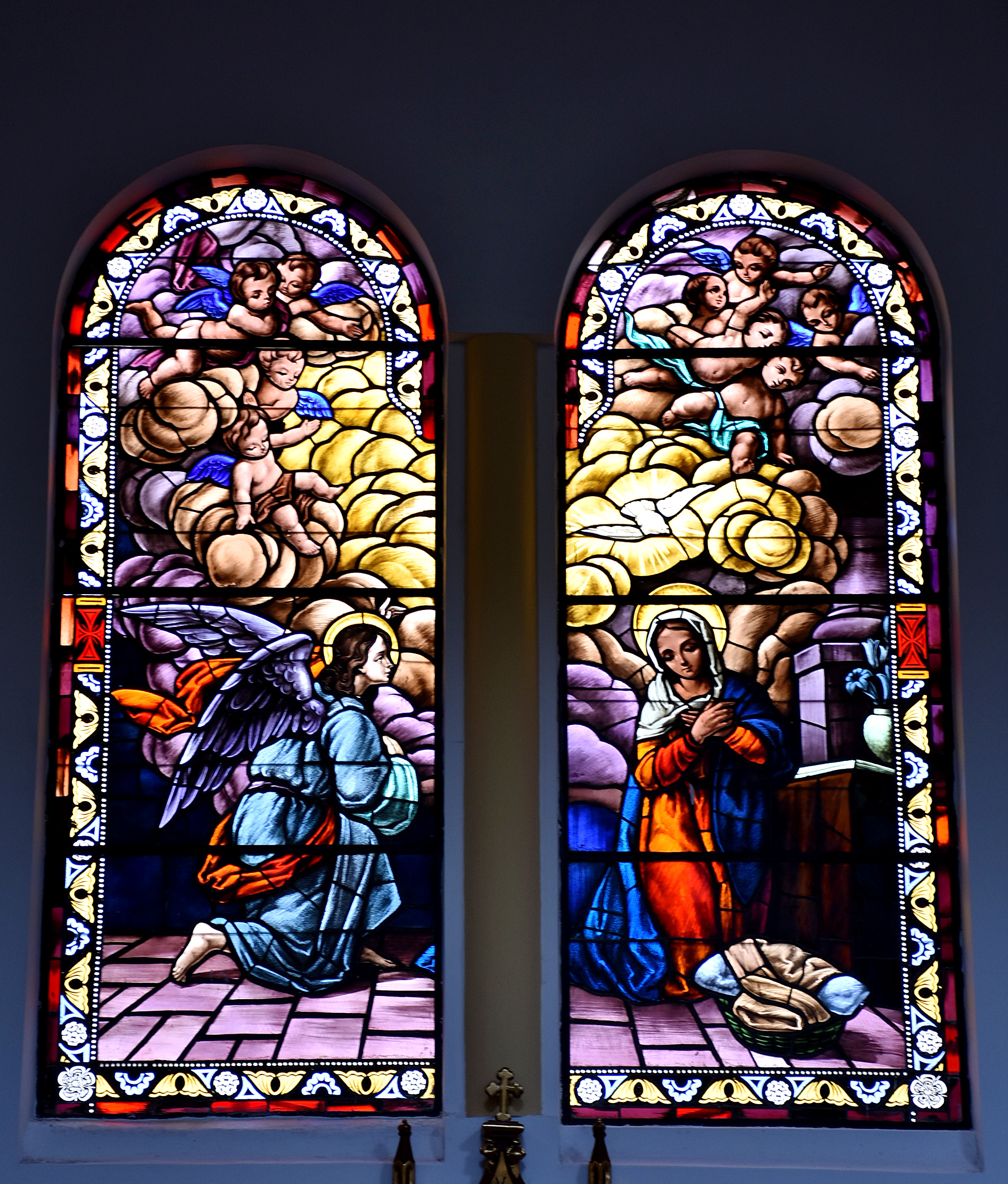